# Sankt Paulsparken
Sankt Paulsparken, tidigare Rosendalsparken, är en park i kvarteret Rosendal mindre på Södermalm i Stockholm väster om S:t Paulskyrkan, Stockholm och Mariatorget. Parken, som tidigare varit en skolgård och senare en stängslad fotbollsplan, byggdes från 2019 till 2023, med kompletterande arbeten fram till 2024.